# Gustavo Garzón
Gustavo Aníbal Garzón (Buenos Aires, 25 de maig de 1955) és un actor i director argentí.
És pare, amb l'actriu Alicia Zanca (1955-2012), de la també actriu Tamara Garzón.
Té altres tres fills: els bessons Juan i Mariano (també amb Alicia) i Joaquín (amb Ruth Alfie).

## Filmografia
Com actor
- Las vacaciones del amor (1981)
- Cosa de locos (1981)
- Los días de junio (1985)
- Tacos altos (1986)
- Los amores de Laurita (1986)
- Sostenido en La menor (1986)
- La clínica del doctor Cureta (1987)
- La ciudad oculta (1989)
- El evangelio según Marcos (1991)
- Despabílate amor (1996)
- El mundo contra mí (1997)
- Qué absurdo es haber crecido  (2000)
- Gallito ciego (2001)
- Tocá para mí (2001)
- El fondo del mar (2003)
- Roma (2004)
- Una mujer sucede (2010)
- El pozo (2012)
- La plegaria del vidente (2012)
- María Libre (2014)
- El ciudadano ilustre(2016)
- Los olvidados (2018)
- Cara Sucia, con la magia de la naturaleza (2019)
- Conurbano (2021)

Com a director
- Por un tiempo (2013) amb Esteban Lamothe i Ana Katz.[2]

## Director de Vídeos Musicals
- Sin lado izquierdo (Marco Antonio Solis, 2004)
- María (Café Tacvba, 1992)
- Ayer (Luis Miguel, 1993)
- Vivir Sin Aire (Maná, 1994)
- Te Lloré Un Río (Maná, 1994)
- Déjame Entrar (Maná, 1995)
- No Ha Parado de Llover (Maná, 1995)
- Fuego de Noche Nieve de dia (Ricky Martin), 1996)
- Pies Descalzos, Sueños Blancos (Shakira, 1996)
- ¿Dónde Estás Corazón? (Shakira, 1996)
- Un Poco de Amor (Shakira, 1997)
- Amame (Millie Corretjer, 1997)
- Por Amor (Thalía, 1997)
- Mujer Latina (Thalía, 1998)
- No Creo (Shakira, 1999)
- Fuera de Mí (La Ley, 2000)
- Y Yo Sigo Aqui (Paulina Rubio, 2000)
- Sé Lo Que Vendrá (Fey, 2002)
- Es Por Ti (Juanes, 2003)
- Estuve (Alejandro Fernández, 2009)
- Vestida de Azúcar (Gloria Trevi, 2011)
- El Poeta (Chino & Nacho, 2012)
- Magia (Nothing's gonna stop us now) (OV7, 2012)
- Prisioneros (Take on me) (OV7, 2012)
- Vuélveme a querer (Thalía, 2016)

## Televisió
- Aprender a vivir (1982)
- Amada (1983)
- Por siempre tuyo (1985)
- Rossé (1985)
- Ese hombre prohibido (1986)
- La papapada (1987)
- Ella contra mí (1988)
- Sin marido (1988)
- Así son los míos (1989)
- La extraña dama (1989)
- Amándote II (1990)
- Chiquilina mía (1991)
- Soy Gina (1992)
- Son de diez (1993)
- Los machos (1994)
- Alta comedia (1996)
- Señoras y señores (1997)
- Casa natal (1998)
- Vulnerables (1999)
- Primicias (2000)
- Tiempo final (2000)
- Cuatro amigas (2001)
- Franco Buenaventura, el profe (2002)
- Tres padres solteros (2003)
- Mystiko (2004)
- Una familia especial (2005)
- Vientos de agua (2006)
- Hoy me desperté (2006)
- Hechizada (2007)
- Televisión por la identidad (2007)
- Todos contra Juan (2008)
- Socias (2008)
- El pacto (2011)
- Los pibes del puente (2012)
- Historias de corazón (2013)
- Inconsciente colectivo (2013)
- Solamente vos (2013)
- Historia de un clan (2016)
- La casa del mar (2016)
- Animadores (2017)
- La fragilidad de los cuerpos (2017)
- Monzón (2019)
- El marginal (2019)
- Tu parte del trato (2019)
- Los internacionales (2020)
- Terapia alternativa (2021)
- Los protectores (2021)

## Teatre
Com a actor
- Cash
- Como aprendí a manejar
- Sos vos (també és autor d'aquesta peça)
- Días contados
- El conventillo de la Paloma
- Paternoster
- Cómico, Stand Up
- La China
- El barrio del Ángel Gris
- Buena Gente
- Casa Valentina
- 200 Golpes de jamón serrano

Com a director
- La cantante calva
- Sexo, mentiras y dinero[3]
- Video Llegaste Tú de Luis Fonsi con Juan Luis Guerra